# Virginia Corvalán
Virginia Carlota Corvalán (Asunción, 9 de febrero de 1898), fue una feminista, docente y abogada paraguaya.

## Biografía
Virginia Corvalán es hija de Miguel Corvalán y de Ana Casco. Realizó sus estudios en el Colegio Nacional de la Capital Gral. Bernardino Caballero, egresando en 1918. Fue la única mujer graduada entre los 40 bachilleres ese año.
En 1923 se doctoró en Derecho y Ciencias Sociales. Su tesis, titulada Feminismo, la causa de la mujer en el Paraguay, fue publicada en 1925, y fue el punto cúlmine en el que dio a conocer sus ideas feministas y sufragistas. Virginia afirmaba que «las mujeres podían ser superiores o inferiores de acuerdo a sus condiciones físicas, pero no en relación a su inteligencia». En su trabajo final, Corvalán fundamentaba que:

«Un ignorante que no sabe leer ni escribir, es elector; el ebrio consuetudinario, que ha perdido su dignidad y su razón, es elector; es también elector el holgazán que se hace mantener por la mujer… pero la mujer, aunque sea inteligente, honrada, virtuosa, patriota, trabajadora, humanitaria, es relegada a una situación de inferioridad (…) Es absurdo tanto como injusto, acordar el voto a título de función social, al más torpe e ignorante de los hombres y negárselo a la más genial y virtuosa de las mujeres»
Virginia Corvalán, Feminismo, la causa de la mujer en el Paraguay, 1923/1925.

Junto con Serafina Dávalos y otras feministas, fundó la primera directiva e integró la comisión de redacción de los estatutos del Centro Feminista Paraguayo, creado en 1920. Ésta fue la primera organización feminista en el Paraguay, sugerencia del diputado republicano Telémaco Silvera. La misma tuvo contacto directo con la feminista uruguaya Paulina Luisi (fundadora del Consejo Nacional de Mujeres del Uruguay). El Centro tenía como objetivo conformar la comitiva para el Congreso Internacional de la Alianza para el Sufragio Femenino de Madrid, en mayo de ese año, además de expresar continuamente la lucha por los derechos de la mujer.
Frecuentemente, Corvalán vinculaba al feminismo con la causa obrera. Virginia era políglota. Más allá de sus lenguas nativas, el español y el guaraní, hablaba muy bien el alemán, francés e inglés. Además ejerció su profesión de abogada en el cine Splendid de Asunción, en la Casa Pretán de París y en la Colonia Alemana en el Paraguay.
Durante la Guerra del Chaco, se desempeñó como ayudante, en la cual era subordinada de su esposo, el doctor Pedro Larán, Auditor General de Guerra en el Comanchaco. Al cesar el fuego, en 1936, fue Consejera de la Unión Femenina del Paraguay. La doctrina fue descrita por Corvalán de la siguiente manera:

«La mujer paraguaya ha de cumplir con su destino. Su abnegación y sencillez le forman una aureola simpática. Madre, esposa, novia, hermana, permítame que la califique como misionera de la patria: por eso el reconocimiento de sus derechos plenos debe producirse por obra de la razón y la justicia, como recompensa a su estoicismo singular…»
Virginia Corvalán